# Prison Jacques-Cartier
Pour les articles homonymes, voir Jacques Cartier (homonymie).
La prison départementale Jacques-Cartier ou maison d'arrêt de Rennes de son nom officiel[réf. souhaitée] est une ancienne prison française, située à Rennes, dans le sud de la ville dans le quartier Villeneuve. Le bâtiment principal est l’œuvre de l’architecte départemental Jean-Marie Laloy.

## Chiffres
La prison Jacques-Cartier est un édifice de 14 000 m2, comprenant entre deux et trois  étages et un mur d’enceinte d’environ six mètres de haut, le tout sur une parcelle d’un hectare. Cette prison a été active de 1903 à 2010. À cette date, les prisonniers ont été déménagés dans le nouvel établissement carcéral de Vezin-le-Coquet. La prison Jacques-Cartier comptait 238 cellules entre 1903 et 1971, puis 326 cellules entre 1971 et 2010.

## Histoire

### Contexte historique rennais
Au XIXe siècle, Rennes est une ville en pleine mutation. Sa démographie double, passant de 35 000 habitants avant le XVIIe siècle, à 70 000 en 1900. Le tissu urbain est en pleine évolution et le logement peine à suivre cette importante croissance. Les conditions de vie sont donc compliquées pour une majorité de rennais.
Beaucoup de bâtiments publics encore en place aujourd'hui à Rennes sont construits au XIXe siècle. Le centre ville est alors relativement récent, puisqu'il a été en partie détruit lors de l'incendie en 1720, puis reconstruit. Les pouvoirs publics s'intéressent par ailleurs à la gestion de l'hydrographie, la canalisation des cours d’eau permettant d’exploiter des terres jusque là inexploitables puisque trop marécageuses. On arrive alors à faire sortir la ville de ses remparts. Sur les terrains au sud de la vieille ville, sont construits notamment des casernes et la gare de Rennes.
Du côté des prisons, il en existe plusieurs  à Rennes en ce début du XIXe siècle, mais elles sont toutes obsolètes. Il y a notamment la maison de justice Saint Michel pour les détenus condamnés, et la maison d’arrêt de la Tour Le Bât, située sur l’actuelle place Hoche. Ces deux prisons ont été construites selon des normes d’Ancien Régime. Du fait de leur situation géographique, elles se trouvent enserrées dans un tissu urbain très dense. Ces prisons ne permettent donc plus d’assurer le rôle sécuritaire alloué aux prisons, et n’offrent pas des conditions de détention dignes aux détenus. 
Dans les années 1830 en France, s’amorce une nouvelle conception de la prison. Auparavant, les détenus étaient environ une dizaine par cellule, sans distinction d’âge, de genre ni de peine, ce qui ne répond pas aux conditions sanitaires élémentaires et pose également problème au regard de la récidive. En Ille-et-Vilaine, la question est vite prise en charge par les pouvoirs publics puisque dès 1833 des projets sortent de terre, comme  la construction de la prison départementale, située rue de Fougère, dessinée par Louis Richelot, en 1833. Il y a, à la même période, l’édification de la nouvelle maison centrale de Rennes, selon les plans d’Alfred Normand, située rue de Chatillon, qui est aujourd’hui le centre pénitentiaire pour femmes de Rennes. Le projet de la prison départementale de Jacques-Cartier naît lui quelques années plus tard. En effet, la prison située rue de Fougère n’est plus aussi isolée en 1875 qu’elle ne l’était lors de sa construction, de sorte que des maisons jouxtent l’établissement pénitentiaire. L'édification d'une nouvelle prison départementale devient donc nécessaire.

### La construction de la prison
Le projet de cette nouvelle prison est confié à l’architecte départemental Jean-Marie Laloy dans les années 1880. Ce dernier prend son poste le 28 janvier 1884 et travaille sur trois esquisses entre 1884 et 1889. Il faut attendre 1896 pour que le projet soit finalement lancé. Le conseil régional et le ministère de la justice lui associent Alfred Normand, architecte de la maison centrale des femmes, référence de l’époque en matière d’architecture pénitentiaire.
Plusieurs sites sont envisagés pour la construction de cette nouvelle prison départementale. Deux se situent au nord, notamment un dans le boulevard Sévigné, mais ce quartier en pleine mutation est en train de devenir peu à peu le lieu d’expression architecturale de la réussite financière de la bourgeoisie rennaise. Le département opte donc pour le sud de Rennes et les prairies de Villeneuve. C’est en effet à l’époque un quartier isolé, peu construit, mais qui reste à seulement deux kilomètres du palais de justice. De plus, plusieurs casernes séparent le centre ville et la prison, ce qui peut dissuader d'éventuelles évasions.

#### Une nouvelle conception de la prison
La prison pénale naît à la Révolution française. Sous l'Ancien Régime, les prisons ont été pendant une grande période utilisées pour enfermer les individus en attente de jugement. Puis, l'enfermement n'a été vu que comme une punition. Avec la Révolution et notamment la Constituante, la prison devient le cœur de la pénalité en France. Cette prison repose sur des principes tels que ceux de dissuasion, d'isolement et d'instruction des détenus. Le détenu est à cette période perçu comme une personne capable de repentance voir de guérison. Les centres d'emprisonnement doivent donc être dissuasifs, et les détenus vont être placés dans des cellules individuelles afin qu'ils restent le plus isolés possible, pour réfléchir à leurs actes. Cette conception doit se refléter dans l'architecture des prisons : la prison doit assurer la sécurité mais aussi constituer un lieu thérapeutique et d'instruction. Seulement, dans la mise en pratique de ces idées, l'aspect philanthropique est abandonné pour ne conserver que l'aspect punitif. Le plus important est alors de dissuader les individus de commettre des infractions et l'architecture pénitentiaire doit répondre à cet objectif. La prison départementale Jacques-Cartier est une belle illustration de cette conception.

#### L'architecture de la prison départementale
Pour dessiner cette prison, l'architecte Jean-Marie Laloy s'inspire d’une circulaire nationale de 1875 concernant les prisons départementales, et se renseigne sur les édifices déjà construits. Au moment où il dessine ses plans, le centre pénitentiaire de Fresne sort de terre (1898), et est considéré comme une prison modèle. Cependant, Jean-Marie Laloy lui préfère la maison d'arrêt de Béthune. Jean-Marie Laloy dessine une prison en forme de croix latine faisant converger trois bâtiments, avec comme point central la rotonde. 
Le projet est officiellement validé en 1899 et le chantier démarre en 1900. Le quartier d'implantation de la prison étant plutôt isolé, de nouvelles voies de communication sont également construites.
Une fois la prison achevée, le constat est qu'elle impressionne : elle est isolée, camouflée derrière de grands murs et son entrée est théâtralisée à l'aide d'un jeu de perspective. L'ensemble est monumental et lisse, les murs sont dépourvus d'ornements. L'architecture de la prison Jacques-Cartier révèle par ailleurs l'importance de la religion catholique à cette époque. En effet, en comparant le plan de la prison à celui d'une église, de nombreuses similitudes sautent aux yeux : la présence d'une nef principale, d'un transept qui accueille les cellules, d'un chœur. Une chapelle figurait également sur les plans d'origine, mais elle n'est plus visible aujourd'hui. La rotonde, ou rond point, est le point central de la prison et permet, ou du moins donne l'impression, de pouvoir surveiller l’ensemble des prisonniers en même temps. Elle est inspirée du fameux panoptique de Jeremy Bentham.
Chaque cellule individuelle de la prison mesure 9m² et comprend un mobilier basique (un lit, une chaise enchaînée au mur, une étagère) ainsi qu'un accès à des sanitaires. Pour l'époque, le confort n'est pas forcément rudimentaire. La prison est par ailleurs chauffée au charbon, l'éclairage est au gaz et la prison dispose de l'eau courante et d'un bon système d'évacuation. Une attention particulière est apportée à la ventilation : les cellules sont conçues comme des "nids" à courant d'air, de manière à chasser tous les miasmes et maladies. Un soin est donc apporté quant aux infrastructures de la prison. C'est en partie pourquoi à son inauguration en 1903, certains se félicitent de cette prison qui respecte ses détenus, quand d'autres sont scandalisés du "confort" offert aux détenus.
Jacques-Cartier fait ainsi figure de prison modèle en 1903, mais elle va rapidement devenir obsolète, à l'image du centre pénitentiaire de Fresnes, qualifié de cloaque dès les années 1930. De fait, Jacques-Cartier pâtit de sa conception cellulaire et est presque construite trop tardivement. Le système cellulaire n'a plus autant la cote au XXe siècle, du fait notamment de la réalité du terrain. Le personnel pénitentiaire s’en plaint : des mouvements constants sont nécessaires pour aller en promenade, alors même que les détenus ne sont pas censés se voir, ni se parler. Du côté des détenus, cet isolement constant se révèle également extrêmement difficile à vivre. Ces conditions de détention sont alors synonymes d’éventuelles mutineries, ou encore d'atteintes psychologiques ou psychiques graves pour les détenus.
Par la suite, dès la fin des années 1920 une surpopulation est constatée (109% de surpopulation) et n'aura de cesse de s'accentuer.

### De 1900 à aujourd'hui
Par deux fois, la guillotine fut montée devant le portail d'entrée : la première fois, le 20 mai 1922, pour l'exécution de Fernand Lagadec, un parricide de 24 ans. La seconde, le 4 février 1939, pour celle de Maurice Pilorge, dernier condamné à mort guillotiné à Rennes.
Pendant la Seconde Guerre mondiale, les prisonniers politiques des nazis ont été emprisonnés à la prison Jacques-Cartier, dont certains ont ensuite été déportés dans des camps de concentration en Allemagne.
Elle ferme en 2010 pour être remplacée par l'établissement de Vezin-le-Coquet.
Les scènes d'intérieur de prison du téléfilm Médecin-chef à la Santé y ont été tournées fin décembre 2011.
Elle ouvre exceptionnellement ses portes lors d’une soirée festive le 4 avril 2013 qui a accueilli plusieurs milliers de visiteurs.
Le bâtiment est acquis en 2021 par Rennes Métropole, qui ambitionne d'en faire, après une concertation avec les habitants puis une phase de rénovation, un lieu culturel. Il est ouvert au public les 17 et 18 septembre 2022 puis les 16 et 17 septembre 2023, à l'occasion des Journées européennes du patrimoine.

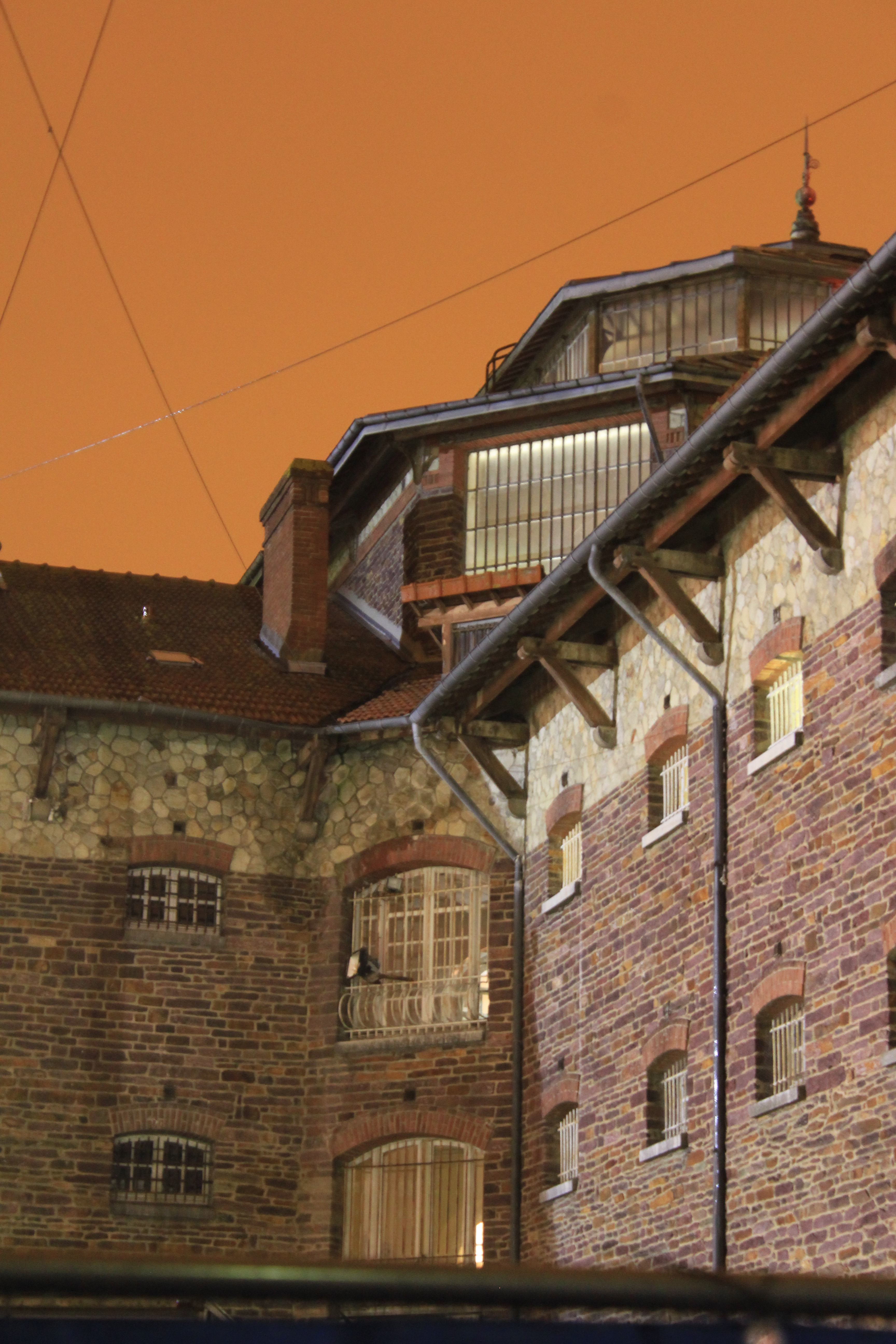
Bâtiment central
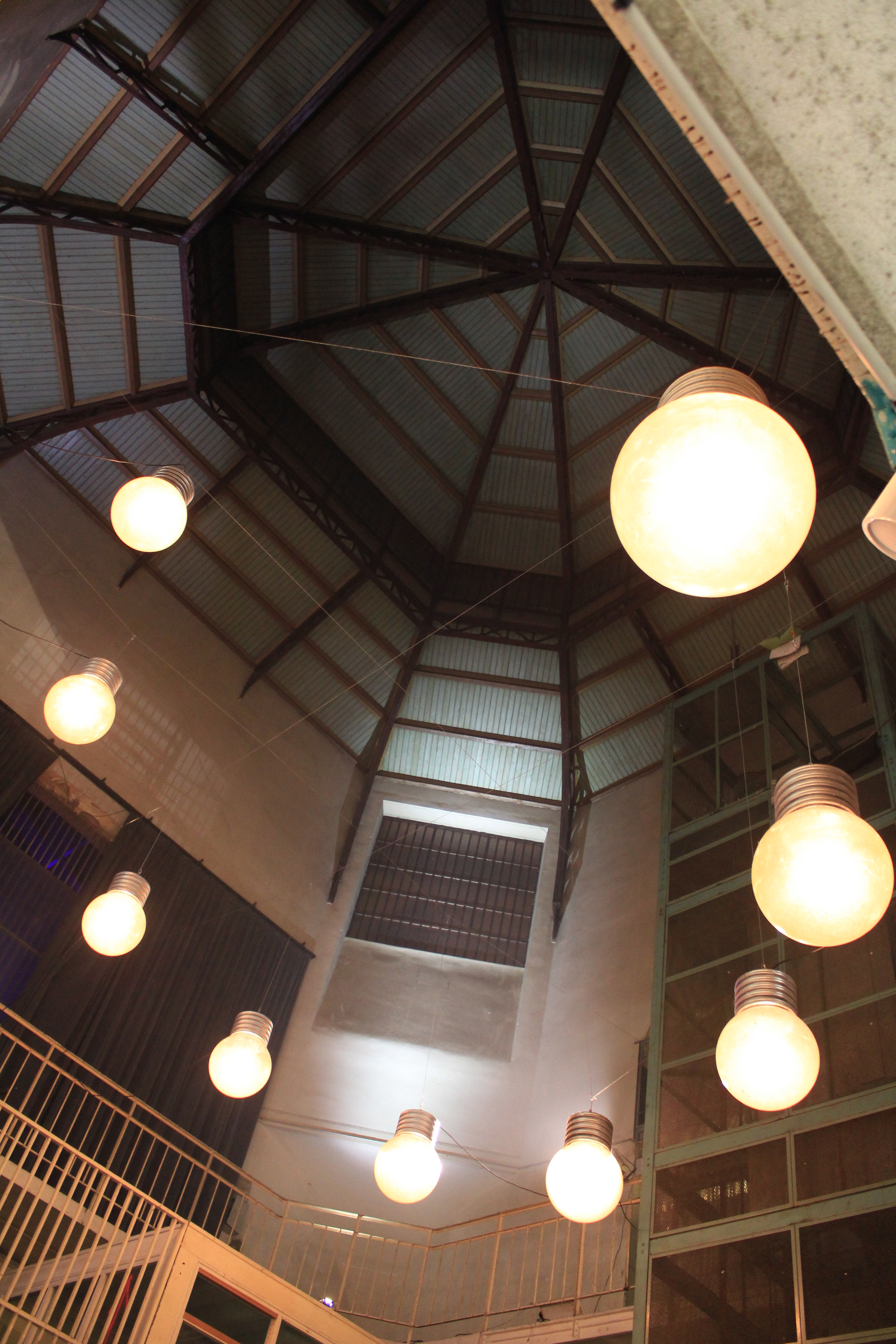
Coupole centrale vue de l’intérieur
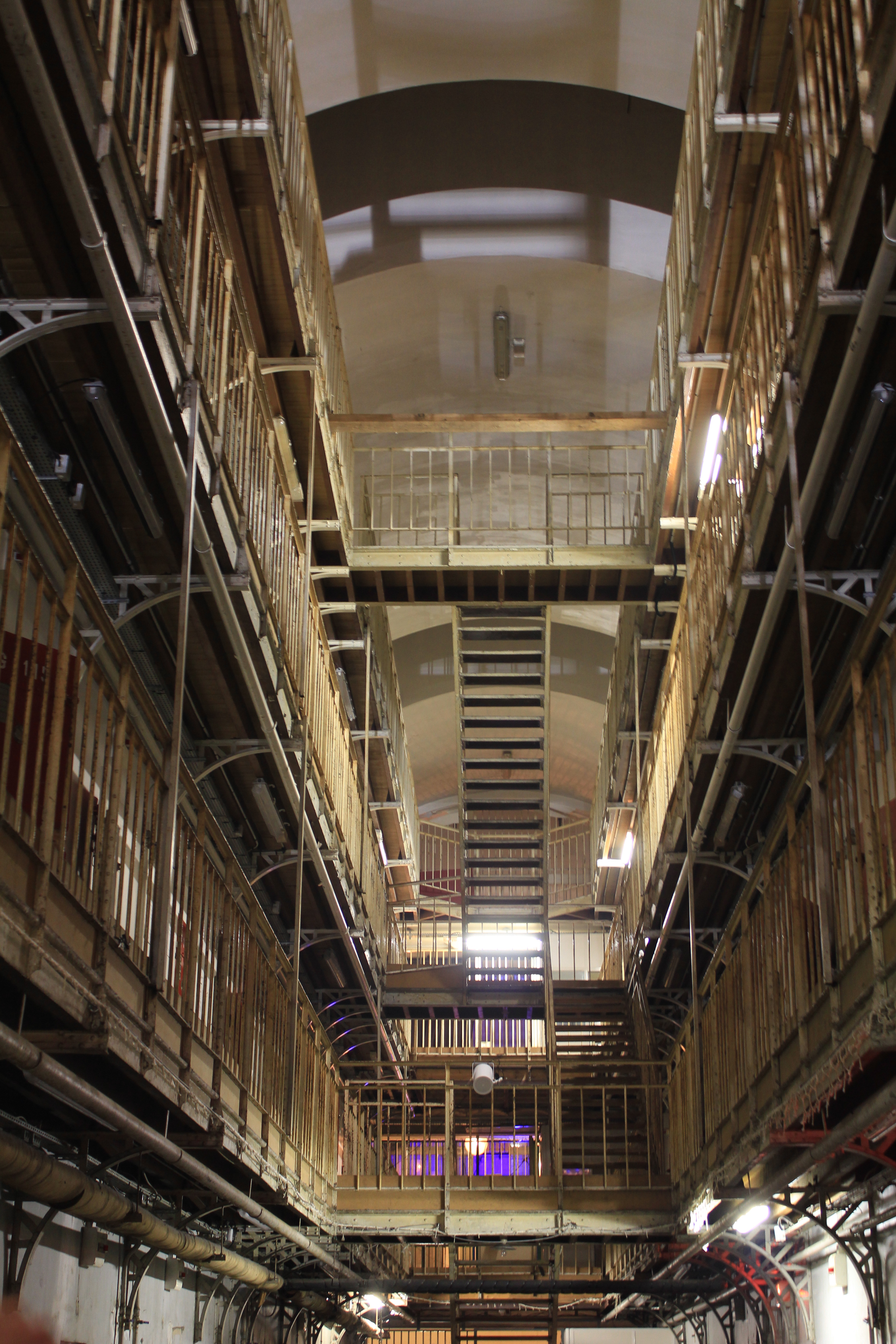
Corridor intérieur